# Nirvana basimaculata
Nirvana basimaculata är en insektsart som beskrevs av Wang och Li 1997. Nirvana basimaculata ingår i släktet Nirvana och familjen dvärgstritar. Inga underarter finns listade i Catalogue of Life.